# Carpella
Carpella är en danspaviljong och festplats i Karperö by i Korsholm, byggd under första halvåret 1971 och ägs av Karperö Ungdomsförening Strandlid r.f. Paviljongen, som har en publikkapacitet på 900 personer, är belägen vid Karperöfjärdens västra strand.
Carpella som nöjesplats hade sin storhetstid på 1970-talet och 1980-talet då bl.a. Tomas Ledin, Factory, Sha-Boom och Kikki Danielsson hade spelningar på Carpellas scen. Idag är Carpella en populär samlings- och festplats för Österbottens föreningar och företag. Festplatsen hyrs även ut till privatpersoner för bröllop eller andra fester. 
Byggnaden renoverades 2005-2006 och fick då ett sluttande vattentak och toaletter inomhus.